# Marie-Lou Sellem
Pour les articles homonymes, voir Marie-Lou et Sellem.
Marie-Lou Sellem, née le 19 juin 1966 à Göttingen en Basse-Saxe, est une actrice allemande.

## Filmographie
- 1989 : 100 Jahre Adolf Hitler - Die letzte Stunde im Führerbunker : la fille Goebbels
- 1995 : Balko (série télévisée) : Anna
- 1997 : Nur für eine Nacht (téléfilm) : Susanne
- 1997 : Les Rêveurs (Winterschläfer) : Laura
- 1997 : Falsche Liebe (téléfilm) : Cora
- 1998 : Pi - Die Polizistin : Lilo Pleschinski
- 1998 : Single sucht Nachwuchs (téléfilm)
- 1998 : Places in Cities
- 1998 : Alerte Cobra (série télévisée) : Sabrina
- 1999 : Ein Vater im Alleingang (téléfilm) : Cora Ohlkamp
- 1999 : Unschuldige Biester (téléfilm) : Bettina
- 1999 : Zwei (court métrage) : Alex
- 1999 : Die hohe Kunst des Seitensprungs (téléfilm) : Mercedes
- 2000 : Bella Block (série télévisée)
- 2000 : Kill me softly - Frauenmord in Frankfurt (téléfilm) : Martina
- 2000 : Mörderischer Doppelgänger - Mich gibt's zweimal (téléfilm) : Anne-Marie
- 2000 : Einsatz in Hamburg (série télévisée) : Verena Hessler
- 2000 : Stundenhotel
- 2001 : Sophie - Sissis kleine Schwester (téléfilm) : Nadine
- 2001 : 99euro-films : la belle étrangère (segment "Die schöne Fremde")
- 2001 : My Brother the Vampire : Chantal
- 2001 : Wie buchstabiert man Liebe? (téléfilm) : Maria Suhrke
- 2001 : No Regrets : Anna
- 2002 : Der Rattenkönig (téléfilm) : Janis Mutter
- 2002 : Help, I'm a Boy! : Ulrike, la mère de Mickey
- 2002 : Wenn zwei sich trauen (téléfilm) : Melanie Springer
- 2003 : Lottoschein ins Glück (téléfilm) : Karin
- 2003 : Mädchen, böses Mädchen (téléfilm)
- 2003 : Sommernachtstod (téléfilm) : Martina
- 2003 : Push and Pull : Barbara
- 2004 : Double Jeu (série télévisée) : Petra Kracht
- 2004 : Marseille : Hanna
- 2004 : Mr. und Mrs. Right (téléfilm) : Diana
- 2004 : Finanzbeamte küsst man nicht (téléfilm) : Lisa Fröhlich
- 2005 : Die Gerichtsmedizinerin (série télévisée) : Docteure Carmen Konrad (4 épisodes)
- 2006 : Dornröschen erwacht (téléfilm) : Inga Müller
- 2006 : Le Dernier Témoin (série télévisée) : Claudia Weihe
- 2006 : Leben mit Hannah : Vivian
- 2006 : Hunde haben kurze Beine (Mensonges et amour, téléfilm) : Ruth Schäfer
- 2007 : Früher oder später : Ellen
- 2007 : Notruf Hafenkante (de) (série télévisée) : Docteure Anna Jacobi (32 épisodes)
- 2008 : Der Bulle von Tölz (série télévisée) : Shanna Moser
- 2008 : The Duo (série télévisée) : Monika Fallersleben
- 2009 : Die Drachen besiegen (téléfilm) : Verena Holz
- 2009 : Die Liebe der Kinder : Maren
- 2009 : Die Seele eines Mörders (téléfilm) : Ada Efrati
- 2009 : Crash Point: Berlin (téléfilm) : Alexandra Hardle
- 2009 : Gangs : Sofies Mutter
- 2009 : Aller Tage Abend : Anita
- 2010 : Brigade du crime (série télévisée) : Manuela Brück
- 2010 : Der Kriminalist (série télévisée) : Docteure Janine Meerbaum
- 2010 : Stolberg (série télévisée) : Violetta Gehrmann
- 2010 : Wolfsfährte (téléfilm) : Docteure Susanne Eckhardt
- 2010 : Wallace Line
- 2011 : Für immer 30 (téléfilm) : Susanne Andersen
- 2012 : Überleben an der Wickelfront (téléfilm) : Isaskia
- 2012 : Der Hafenpastor (téléfilm) : Rita Book
- 2012 : Breaking Horizons : Docteur Siederis
- 2012 : SOKO Stuttgart (série télévisée) : Petra Rückert
- 2012 : Blutadler (téléfilm) : Docteure Susanne Eckhardt
- 2012 : Un cas pour deux (série télévisée) : Docteure Ruth Schneller
- 2013 : Als meine Frau mein Chef wurde (téléfilm) : Hanna Jens
- 2013 : Heiter bis tödlich - Hauptstadtrevier (série télévisée) : Madame Rubina
- 2013 : Morocco : Lea
- 2013 : Spuren des Bösen - Zauberberg (téléfilm) : Karin Staller
- 2013 : SOKO Köln (série télévisée) : Beate Schöne
- 2013 : Aschenbrödel und der gestiefelte Kater : Pauls Mutter
- 2013 : Stubbe - Von Fall zu Fall (série télévisée) : Renate Kadett
- 2014 : Liebe am Fjord (série télévisée) : Wibeke Berglund
- 2014 : Homicide Unit Istanbul (série télévisée) : Nesrin Günes
- 2014 : Bis zum Ende der Welt (téléfilm) : Susanne Howacht
- 2014 : Commissaire Dupin (série télévisée) : Solenn Nuz
- 2014 : Zeit der Zimmerbrände (téléfilm) : Anna Alpino
- 2015 : Spielt keine Rolle (court métrage) : Ingrid
- 2015 : Der Hafenpastor und das graue Kind (téléfilm) : Rita
- 2015 : Überleben an der Scheidungsfront (téléfilm) : Saskia
- 2015 : Letzte Spur Berlin (série télévisée) : Karin Bronner
- 2015 : Heil - Une Farce Néonazie : Commissaire d'intégration
- 2015 : Brandmal (téléfilm) : Docteure Susanne Eckhardt
- 2015 : Ihr Sohn (court métrage) : Irene
- 2015 : Löwenzahn (série télévisée) : Professeure Docteure Würfel
- 2016 : Looping : Ann
- 2016 : Dengler (série télévisée) : Hilde
- 2016 : Brother and Sister : Chefin
- 2016 : Der Hafenpastor und das Blaue vom Himmel (téléfilm) : Rita
- 2017 : Club Europa (téléfilm) : Bea
- 2017 : Casting : Nathalie Strasser
- 2017 : Viel zu nah (téléfilm) : Nina
- 2017 : LOMO: The Language of Many Others : Krista
- 2017 : Hit Mom: Mörderische Weinachten (téléfilm) : Sabrina
- 2018 : Falk (série télévisée, 3 épisodes) : Sabine
- 2018 : Der Krieg und ich (mini-série) : Catherine Morel
- 1997-2019 : Tatort (série télévisée, 12 épisodes) : Ellen Kircher / Policière Hellinger / Ulla Jahn
- 2019 : Charlie's Angels : Fatima Ahmed
- 2019 : L'Empreinte des tueurs (Die Spur der Mörder) (téléfilm) : Sofia Russo